# چپقلو (بیجار)
چپقلو (بیجار)، روستایی از توابع بخش مرکزی شهرستان بیجار در استان کردستان ایران است.

## جمعیت
این روستا در دهستان خورخوره قرار دارد و براساس سرشماری مرکز آمار ایران در سال ۱۳۸۵، جمعیت آن ۳۱۵ نفر (۶۵خانوار) بوده‌است. 

## اقتصاد
ساکنین این روستا به کشاورزی، باغبانی ،دامداری وقالی بافی،  اشتغال دارند.

## امکانات موجود در روستا
یک باب مدرسه ابتدایی، مسجد، خانه بهداشت، آب لوله‌کشی، گاز، برق، تلفن، خانه عالم ٰ،راه آسفالت  داخل روستا خاکی، سوپرمارکت،   حمام قدیمی ، کهریز، حسین_امیر 

## مراسم مذهبی
تعزیه گردانی برخی از اهالی این روستا زبانزد عام و خاص این هنر است.من جمله: آقایان سید خلیل رضوی، سید جلیل رضوی، کربلایی علی محمد شعبانپور،  کربلایی اباذر تاوتلی،  
تعزیه و برپائی عزای سیدالشهداء علیه السلام از قدیم الایام در این روستا وجود داشته است.
این روستا عالم پرو می باشد 
حجت السلام مرحوم سید عباس رضوی،  حجت السلام مرحوم جعفر اخوندزاده، حجت السلام حیدر محمدی،  حجت السلام سید عبدالمطلب رضوی،  حجت السلام حکمت حکیمی فر،  حجت السلام مهدی مبارک آبادی، حجت السلام سید حامد رضوی

## شهدای والا مقام
شهدای دوران دفاع مقدس 
شهید علی اوسط آخوندزاده
شهید براتعلی حسنی
و شهید محمد رحیمی